# Họ Dung
Symplocos là danh pháp khoa học của một họ thực vật có hoa thuộc bộ Ericales, chỉ có một chi là Symplocos, với khoảng 250-320 loài, có nguồn gốc châu Á, Australia, Trung Mỹ và Nam Mỹ. Tên gọi trong tiếng Việt của nó là họ Dung. Các loài trong họ này thường là cây gỗ hay cây bụi, với các lá có khía răng cưa, thiếu lá kèm, thường có màu hơi vàng. Hoa mọc thành cụm với các hoa nhỏ. Cánh hoa hợp sinh tại gốc và bầu nhụy nhỏ. Quả là loại quả hạch.

## Một số loài
- S. adenophylla - dung chè, cây gỗ nhỏ, Đông Dương
- S. chapaensis - dung Sa pa, cây gỗ nhỏ, Đông Dương
- S. cochinchinensis - dung nam, cây gỗ nhỏ, Việt Nam
- S. coreana - cây bụi, lá sớm rụng, cao tới 5m; Nhật Bản, Triều Tiên
- S. ferruginea: Kháo[1]
- S. glauca - cây gỗ, thường xanh, cao tới 15m; Nhật Bản, Đài Loan, Trung Quốc, Đông Dương
- S. lancifolia - cây gỗ, thường xanh, cao tới 5m; Nhật Bản
- S. lucida - Trung Quốc, Nhật Bản, Đài Loan, Nam Á, Malesia
- S. myrtacea - cây gỗ, thường xanh, cao tới 10m; Nhật Bản
- S. paniculata - cây bụi, lá sớm rụng, cao tới 8m; Nhật Bản, Hàn Quốc; phổ biến như một loại cây cảnh.
- S. poilanei - dung sạn, gỗ nhỏ
- S. prunifolia - cây gỗ, thường xanh, cao tới 10m; Nhật Bản, Triều Tiên
- S. racemosa - Trung Quốc, Nam Á
- S. sordida - dung úa, gỗ nhỏ
- S. tanakae - cây gỗ, thường xanh; Nhật Bản
- S. theophrastaefolia - cây gỗ, thường xanh, cao tới 15m; Nhật Bản, Đài Loan, Trung Quốc

## Hình ảnh

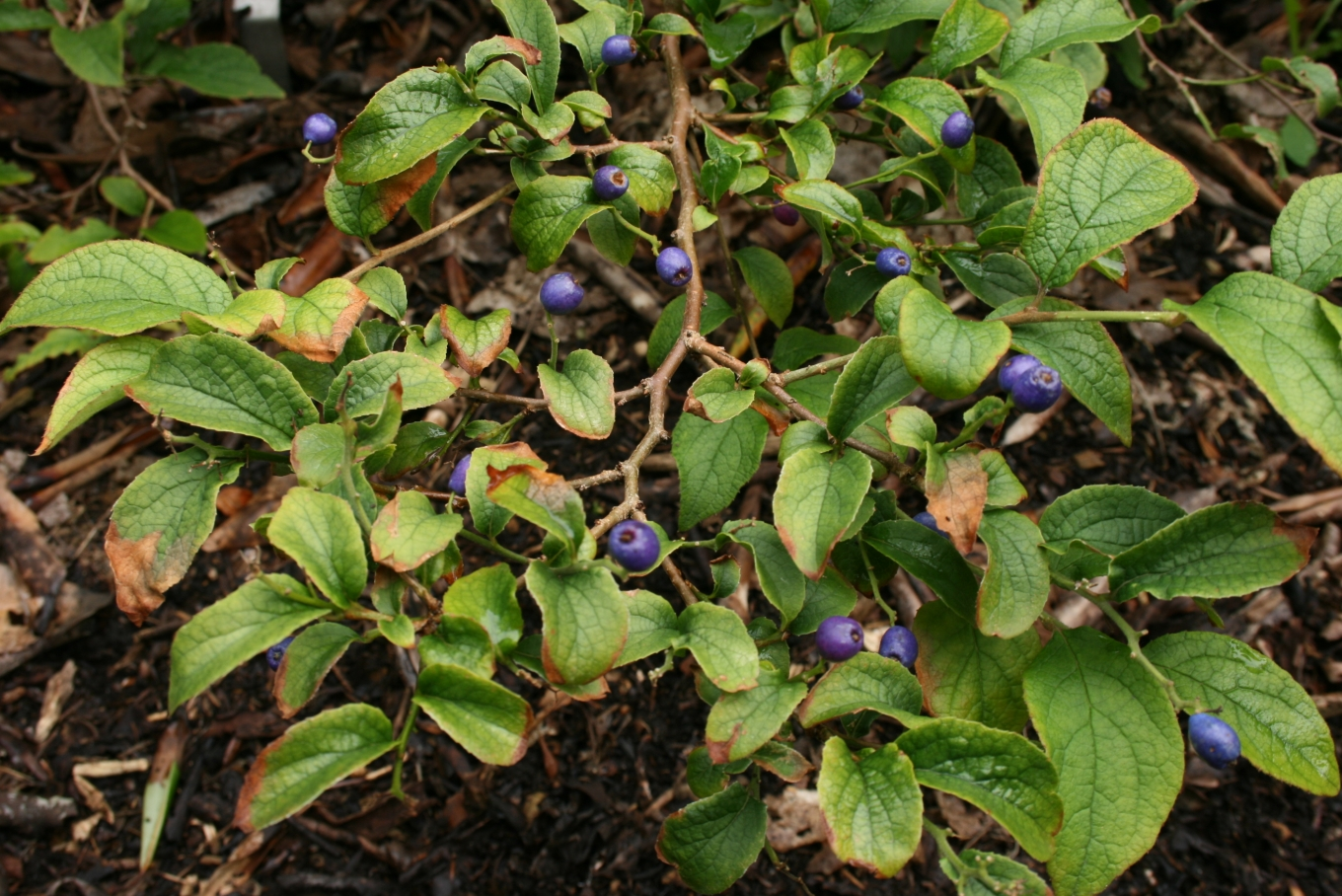
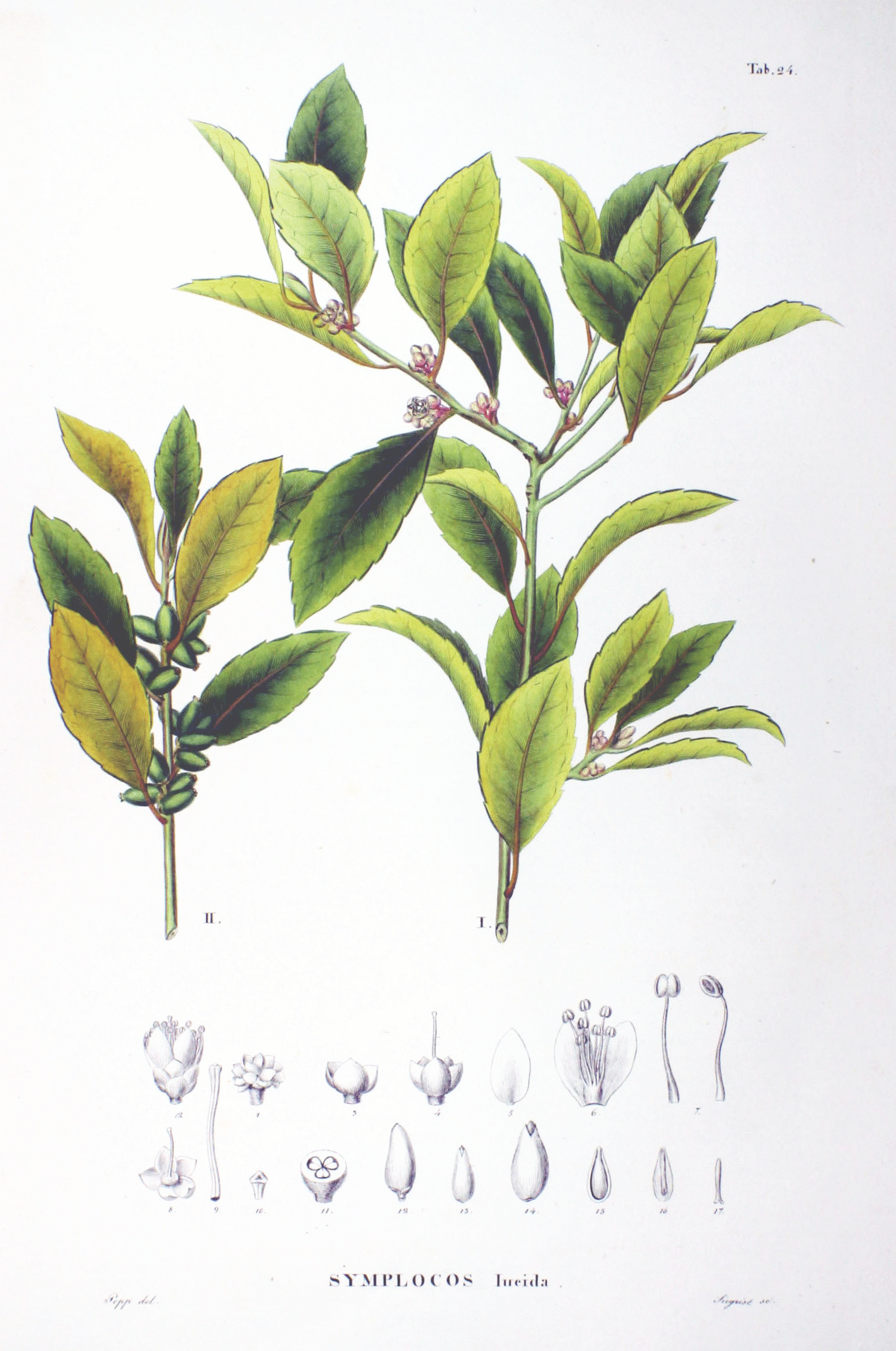
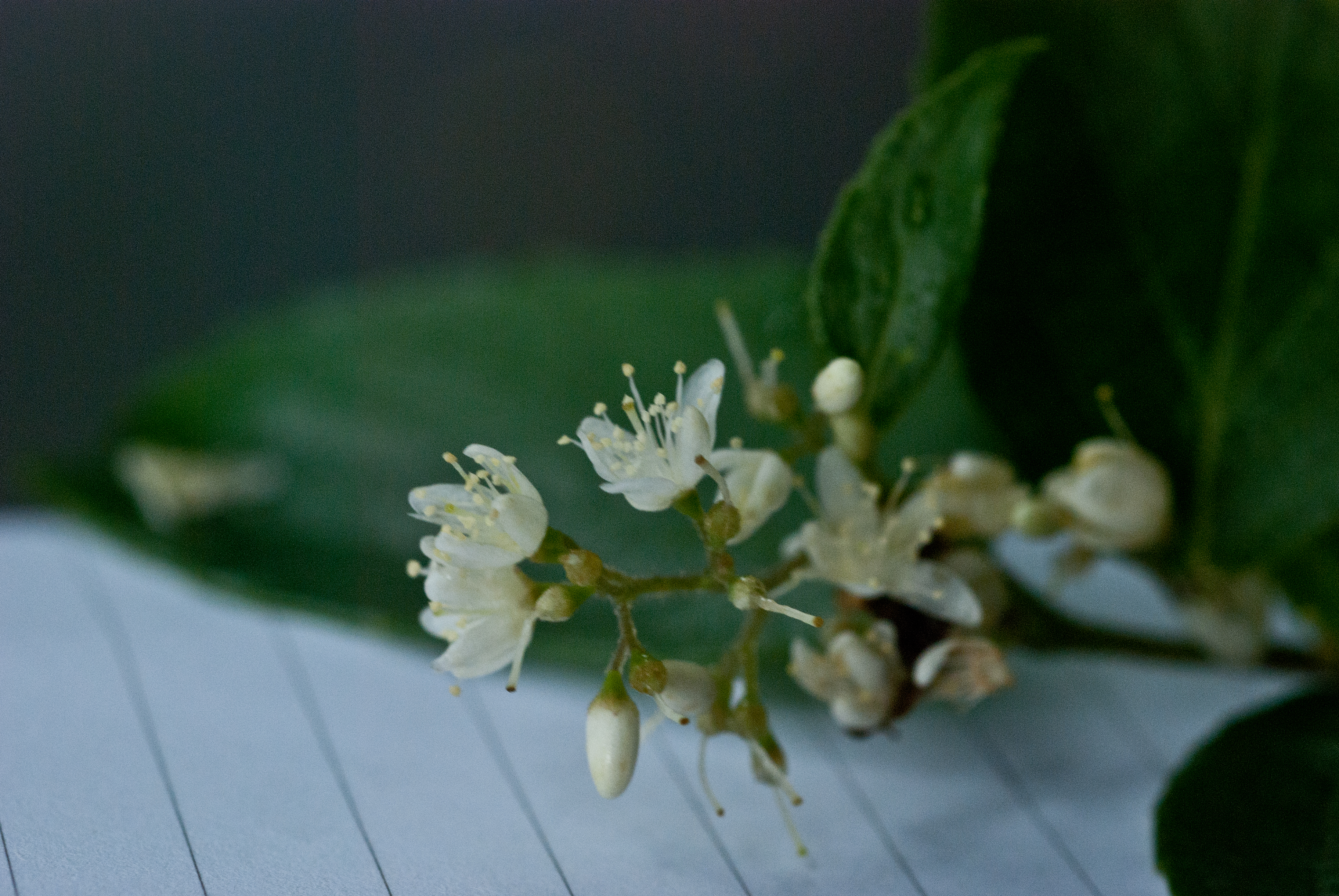

## Lưu ý
1. ↑  Không nhầm lẫn với các loài trong (phân) chi Machilus của họ Nguyệt quế (Lauraceae) cũng được gọi là kháo.